# Mugilogobius tagala
Mugilogobius tagala és una espècie de peix de la família dels gòbids i de l'ordre dels cipriniformes que es troba a les Illes Ryukyu, les Filipines i Micronèsia.